# Theta nigrum

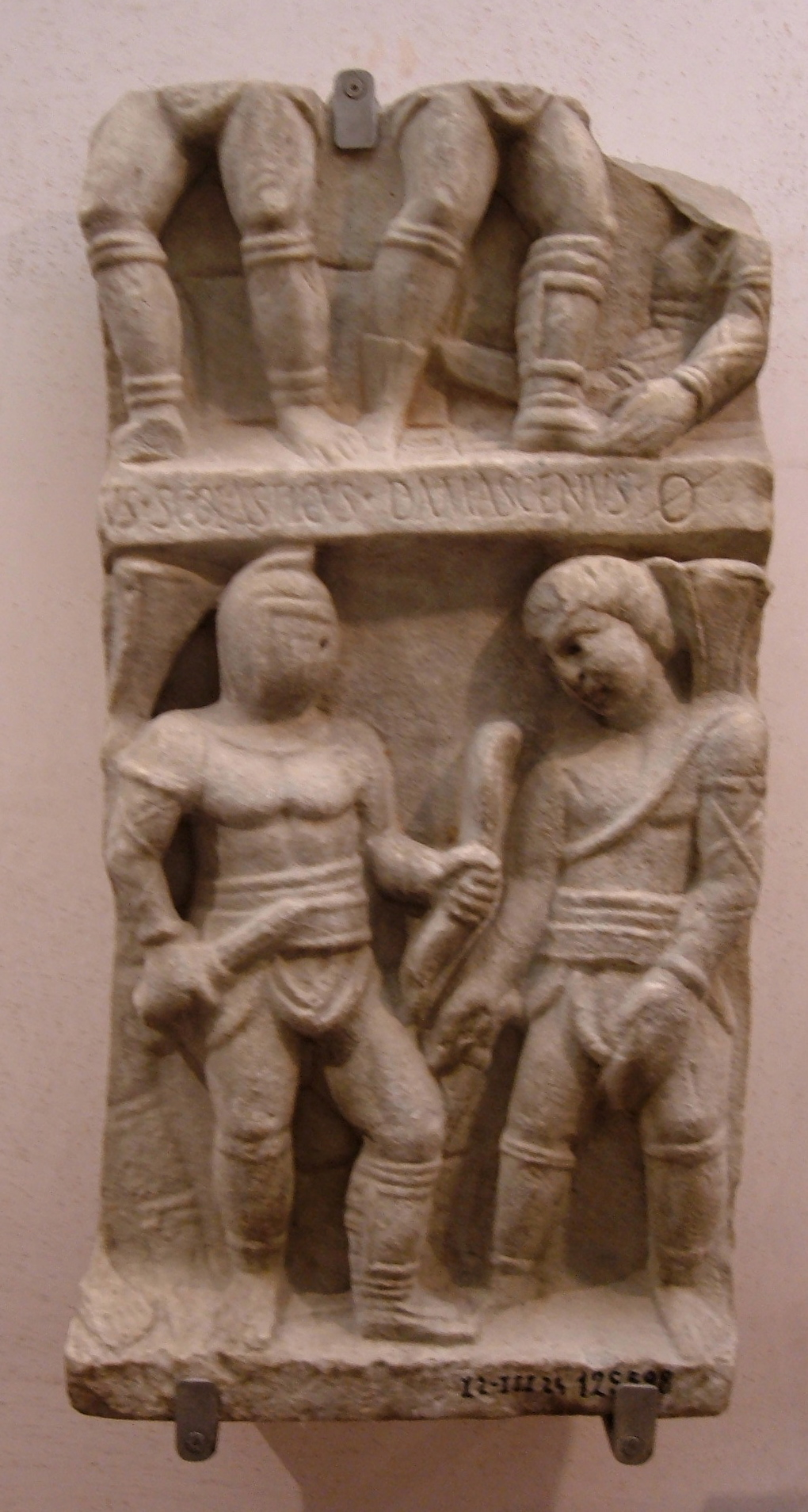
Reziario (a destra) contro secutor. Sul rilievo è inciso il simbolo 'Ø', che indica la morte del gladiatore

Il Theta nigrum (θ) è un segno convenzionale utilizzato nell'epigrafia latina per indicare il decesso della persona nominata (nel caso di un'epigrafe funeraria) oppure raffigurata (per esempio nei rilievi dei gladiatori). Non si conosce il suo esatto significato: potrebbe essere un theta greco (θ), iniziale della parola θάνατος (= morte), oppure il segno della O barrato (ø), con il significato di obit (morì). 

## Storia
Collegato con l'uso greco di indicare i soldati morti con un theta e quelli sopravvissuti con una tau, lo stesso sistema passò poi nell'esercito romano dove, nel linguaggio militare (sermo militaris), si usava indicare la morte di un soldato con il termine "thetatus" . 

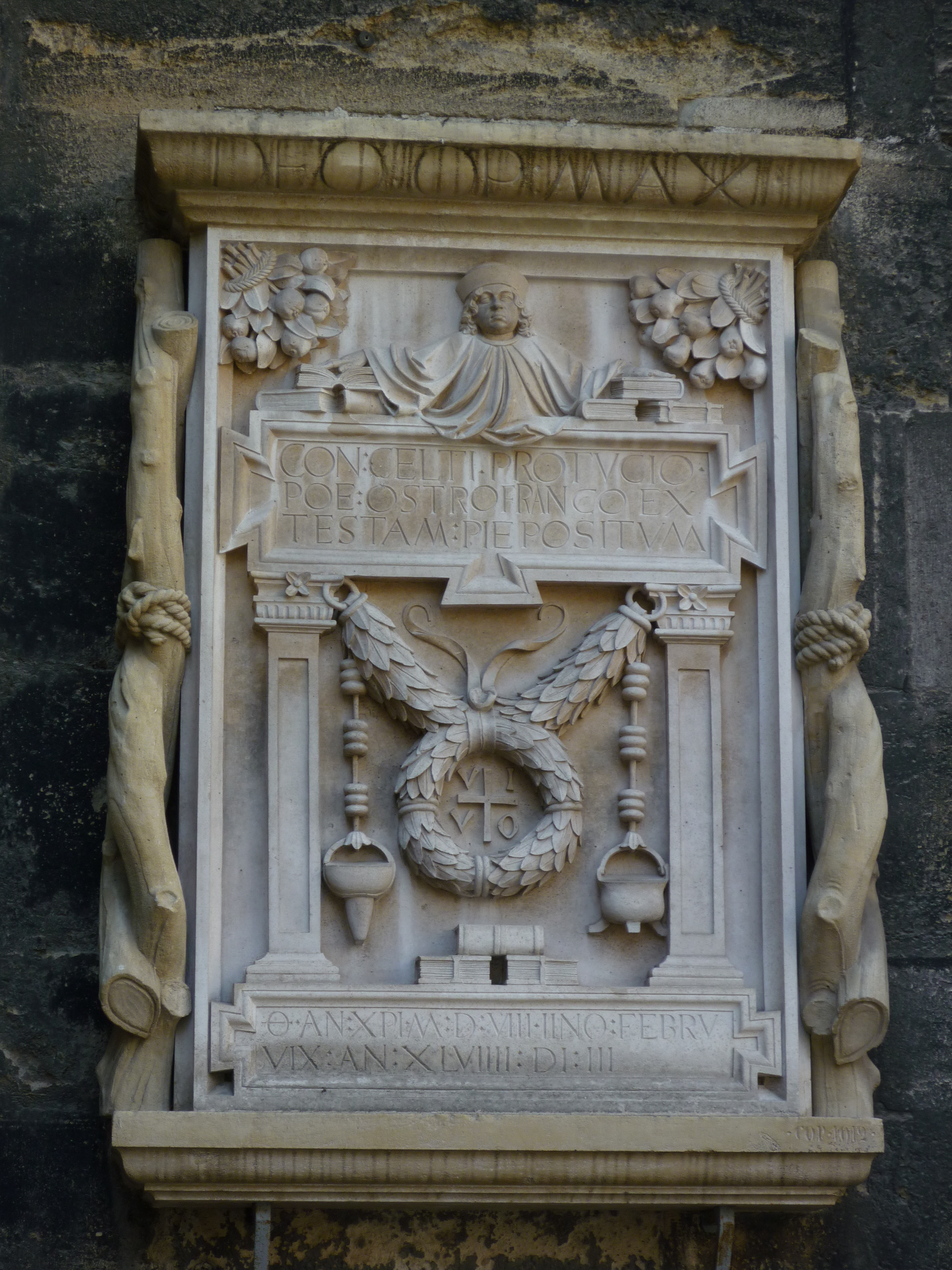
Iscrizione sul monumento funebre di Conrad Celtis a Vienna

L'utilizzo di questa lettera per indicare i morti non è attestato solo nell'arte ma anche nella letteratura, per esempio in Marziale, che la definisce "theta mortiferum" , in Ennio, che lo definisce "theta infelix" , Persio che la chiama proprio "theta nigrum" .
L'uso è attestato anche per l'epoca moderna, per esempio nell'iscrizione sul monumento funebre del poeta tedesco rinascimentale Conrad Celtis nel Duomo di Vienna.